# Institut et haute école de la santé La Source
Pour les articles homonymes, voir La Source.
L'Institut et Haute École de la Santé La Source, ou plus simplement École La Source, est une haute école spécialisée située à Lausanne, dans le canton de Vaud, en Suisse romande. Fondée en 1859, c'est la première école laïque de soins infirmiers à avoir été fondée dans le monde. 
De statut privé, elle appartient à la Fondation La Source, à but non lucratif, qui inclut également la Clinique de La Source. Elle fait partie du réseau de la Haute École spécialisée de Suisse occidentale. Destinée à la filière des soins infirmiers, elle remplit les missions de formation au bachelor of science (BSc), de formations continues postgrades, de recherche appliquée et développement et de prestations de services. 
En 2024, elle compte plus de 80 enseignants répartis sur six Laboratoires d'Enseignement et Recherche (LER), près de 900 étudiants en formation initiale et 450 professionnels en formation continue postgrade.

## Histoire

### La première école d'infirmières laïque au monde
L'école est ouverte le 4 novembre 1859, sous le nom d'École normale de gardes-malades, par la comtesse Valérie de Gasparin et son mari Agénor. Contrairement à Florence Nightingale, Valérie de Gasparin ne pratique pas les soins infirmiers. Sa préoccupation est, avant tout, de professionnaliser les soignantes qui sont alors d'obédience religieuse. Il s'agit désormais de former des professionnelles qui devront être non seulement compétentes et rémunérées, mais aussi libres d'exercer en leur âme et conscience, en toute indépendance d'esprit.
Ni para-religieuse, ni para-médicale, l'école est néanmoins marquée par les pasteurs de l'Église Libre vaudoise qui la dirigent durant les trois premières décennies, ainsi que par les médecins qui dispensent alors l'enseignement, appuyés plus tard par des « monitrices »,. 
Le démarrage est modeste et très progressif, avec d'abord une formation sur quatre à cinq mois. La notion de garde-malade est inconnue de la population. Malgré la concurrence des diaconesses de Saint-Loup, historiquement établies aussi bien dans l'instruction que sur le terrain hospitalier, on compte en 1882 déjà 203 professionnelles actives, issues de La Source, sur les 295 formées jusqu'alors.

### La Fondation La Source
Pour assurer la pérennité de l'école, Valérie de Gasparin constitue en 1890 la Fondation La Source, École normale évangélique de gardes-malades indépendantes. Elle dote cette fondation de la villa La Source, à Lausanne, et de fonds en suffisance. Dès 1891, elle se compose également d'un dispensaire et d'une clinique dite "de Beaulieu", qui deviendra plus tard la Clinique de La Source. En opposition à la conception de Florence Nightingale qui fait de l'école une annexe de l'hôpital, Valérie de Gasparin veut une école qui dispose d'un hôpital pour annexe. Les statuts de la Fondation précisent que l'école demeure non dépendante d'une institution hospitalière. Sous l'impulsion du Dr César Roux, membre du conseil de fondation, un médecin, le Dr Charles Krafft, pionnier de l'appendicectomie, est nommé directeur de l'École. 
Dès 1895, la durée de la formation passe à huit mois, puis trois ans dont deux de stage, à la fin du siècle. Lors du congrès suisse des intérêts féminins, tenu à Genève en 1896, Krafft s'oppose au pasteur Roehrich en rappelant que la garde-malade doit recevoir une instruction scientifique, par opposition à une éducation qui consacre la stricte obéissance au médecin.

### Développement auXXesiècle
Le concept d'une formation d'infirmières laïques commence à être reproduit en Suisse avec la création de l'école du Lindenhof à Berne (1899) et de la Pflegerinnenschule (de) à Zurich (1901).
Lorsque survient la Première Guerre mondiale, la formation s'est déjà orientée vers le profil d'infirmières hospitalières et non plus de gardes-malades. Les Sourciennes s'engagent dans des ambulances de guerre, comme celle d'Alexis Carrel à Compiègne, proche du front militaire. Elles seront 600 à être mobilisées en 1939-1945. 
De 1923 à 1999, le contrôle et l'agrément des programmes sont soumis à la Croix-Rouge suisse, dont l'école est l'antenne romande pour la formation des infirmières.
Parallèlement, depuis 1910, la profession infirmière évolue et s'affranchit de la tutelle du corps médical à travers des structures associatives propres, fusionnées au sein de l'ASI, en 1978.
En 1929, La Source met en place une formation post diplôme pour les infirmières de santé publique, qui sera suivie en 1991 de la formation aux pratiques interdisciplinaires en géronto-gériatrie. Depuis les années 1950, La Source a élargi le spectre des formations avec l'évolution des spécialités médicales, tout en s'orientant vers les sciences humaines et sociales. Elle accueille son premier étudiant masculin en 1976. Les années 1990 voient arriver des enseignants issus de formations supérieures et la création d'une Unité de recherche et développement (URD). Il s'agit de produire un savoir spécifique qui ne soit pas le « niveau inférieur ou résiduel d'un savoir dominant ». L'avènement des sciences infirmières, nées en Amérique du Nord, préparent La Source à l'enseignement universitaire à venir, avec des programmes pensés et gérés par les infirmières elles-mêmes.

### La haute école spécialisée
Avec l'intégration de la filière des Soins infirmiers en 2002 au sein de la HES-SO, La Source passe au modèle de l'enseignement supérieur. L'ancien diplôme délivré par la Croix-Rouge suisse fait place au Bachelor of Science. Cette évolution est motivée par les impératifs que dictent les défis du 3e millénaire : demande toujours plus forte en personnel qualifié, dans un champ sanitaire et social en évolution rapide ; reconnaissance internationale des diplômes inscrits dans le processus de Bologne, dans un contexte de mobilité croissante ; réponses complexes à des situations complexes.
La Source absorbe l'ancienne école d'infirmières Bois-Cerf, à Lausanne, en 2005.

### Directeurs et directrices de La Source
- Albert Müller (1811-1878) : de 1859 à 1862
- Jean Panchaud (1822-1862) : de 1862 à 1863
- Antoine Reymond (1824-1908) : de 1863 à 1890
- Charles Krafft (1863-1921) : de 1891 à 1921
- Maurice Vuilleumier (1881-1940) : 1922 à 1940
- Pierre Jaccard (1901-1979) : 1940 à 1952
- Gertrude Augsburger (1901-1994) : 1952 à 1964
- Charlotte von Allmen (1922-2010) : 1964 à 1977
- Micheline Boyer (1926-2003) : 1977 à 1988
- Christiane Augsburger (née en 1943) : 1988 à 2005
- Jacques Chapuis (né en 1957) : 2006 à 2022
- Stéphane Cosandey (né en 1971) : depuis juin 2022 à ce jour

## Organisation facultaire et missions

### Laboratoires d'Enseignement et de Recherche (LER)
- Santé mentale et psychiatrie
- Vieillissement et santé
- Santé de l'enfant et de la famille
- Prévention et promotion de la santé dans la communauté
- Qualité des soins et sécurité des patients
- Système de santé, éthique et interprofessionnalité

Ces pôles de compétences assurent la synergie entre enseignement et recherche et forment le socle sur lequel s'appuient les différentes missions de la Haute école et de l'Institut.

### Missions

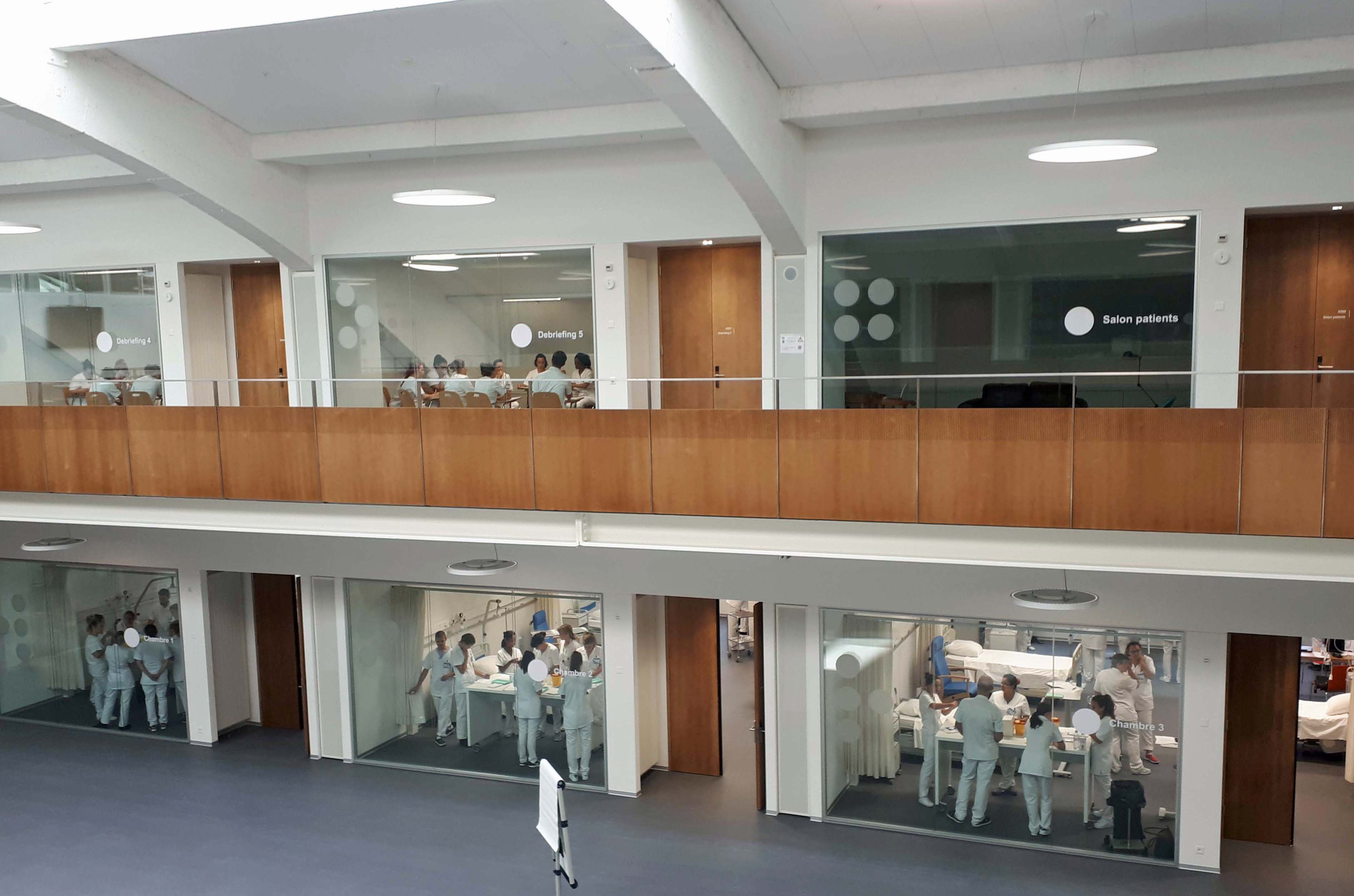
Ateliers de formation Bachelor en soins infirmiers à l'Hôpital simulé de la Haute École de la Santé La Source

#### Formation au Bachelor (BSc) en soins infirmiers
Le Bachelor ouvre la voie aux grades universitaires de 2e et 3e cycles. La Source est cofondatrice de l'IUFRS dépendant de l'UNIL qui forme :
- depuis 2009 au Master of Science (MSc) en sciences infirmières ;
- Depuis 2018 au MSc en pratique infirmière spécialisée ;
- Depuis 2008 au doctorat (PhD) ès sciences infirmières.

#### Formations continues postgrades
Le DAS (Diploma of Advanced Studies) et le CAS (Certificate of Advanced Studies) sont destinés à répondre à l'évolution des besoins du système socio-sanitaire.

#### Recherche et Innovation
La Source travaille en permanence sur une quarantaine de projets et publie annuellement plusieurs dizaines de contributions scientifiques. En 2024, 37 articles scientifiques revus par des pairs ont été publiés.

#### Prestations de services
Une prestation de service consiste à proposer les compétences de ses collaboratrices et collaborateurs à une institution, une collectivité publique ou une entreprise privée. La Source propose des prestations dans six domaines d’expertise, notamment l'évaluation clinique (formation et implantation) avec un accent sur le sujet âgé en EMS depuis 2019.

#### Innovation
Le Source Innovation Lab (SILAB) est un espace destiné à l'innovation,, ouvert en 2018. Par exemple, il a mis en place, en partenariat avec une start-up, une plateforme de réalité virtuelle destinée à la transfusion sanguine.

#### Partenariats en Suisse et dans le monde
- Bureau d'échange des savoirs pour des pratiques exemplaires de soins (BEST) : affilié au Joanna Briggs Institute (en) (JBI), La Source en est cofondatrice avec le CHUV et HESAV. Il a pour but de promouvoir la pratique fondée sur les preuves dans les soins infirmiers.
- Groupe interinstitutionnel d'éducation et pratique interprofessionnelles (GEPI) : cofondatrice avec la faculté de biologie et de médecine de l'UNIL, HESAV et le CHUV.
- Senior Lab : cofondatrice avec la HEIG-VD, et l'ECAL. Ce projet est centré sur la qualité de vie des seniors et des proches aidants, privilégiant l'interdisciplinarité.
- Depuis 2010, La Source accentue le développement de synergies avec les écoles et structures de soins sur les cinq continents, tant pour ses étudiants que ses enseignants et chercheurs : Universités d'été, partenariat avec des écoles de soins infirmiers en Asie et en Amérique[30].

#### Missions hors HES
Les missions hors HES sont conduites par l'Institut La Source, créé à Paris en 2000, puis transféré à Lausanne en 2007. Il constitue la partie privée de l'École et se consacre au réseautage local et international, aux relations avec la Croix-Rouge suisse, ainsi qu'à l'animation de l'antenne européenne du Secrétariat international des infirmières et infirmiers de l'espace francophone (SIDIIEF) dont La Source est cofondatrice avec l'Ordre des infirmières du Québec.

## Associations étudiantes et organe de liaison

### Association des infirmières et infirmiers de La Source
Créée en 1906 sous le nom d'Association des gardes-malades de La Source, elle avait pour buts initiaux de défendre les intérêts de la profession, renforcer la cohésion entre diplômées et promouvoir leur protection sociale. En 2021, elle continue d'œuvrer aux activités sociales qui les fédèrent, comme la Journée Source organisée chaque année depuis 1925.

### Association des Alumni de La Source
Créée en 2024, l’Association des Alumni de La Source a pour mission de créer et d’animer un réseau dynamique d’ancien·nes étudiant·es, favorisant les échanges et le soutien mutuel ainsi que les opportunités de développement professionnel.

### Association des étudiants de La Source (ADES)
L’Association des étudiants et étudiantes de La Source poursuit plusieurs buts: représenter et défendre les intérêts des étudiant·es, participer à l’amélioration continue des conditions de vie estudiantine et soutenir ses membres dans leurs démarches administratives ou pédagogiques.

### Journal La Source
Créé en 1890 à l'initiative de Valérie de Gasparin, il a d'abord été l"Organe de l'école de garde malades" et moyen de ralliement des anciennes élèves. En 2025, il continue à suivre l’actualité, à palpiter avec les expériences et les récits des étudiant·es, alumni et professionnel·les de santé. Il parait quatre fois par année. 

## Archives historiques et Centre de documentation

### Archives historiques
Compte tenu de la richesse historique du fonds d'archives de La Source, un service spécial a été créé au début des années 1990. Le fonds occupe plus de 400 mètres linéaires. Outre les documents représentatifs de la vie de l'école depuis 1859 (livres, polycopiés et cahiers de cours), il documente l'évolution de la profession depuis 1890 et celle de la Clinique de La Source jusque dans les années 1980. Les dossiers d'élèves depuis cette époque offrent des témoignages de vie professionnelle au fil du temps.
Le fonds iconographique documente la vie institutionnelle depuis 1860, ainsi que le développement des soins infirmiers. Un fonds audiovisuel est venu l'enrichir.
Des objets tels que médailles, uniformes, instruments de soins et médicaux, matériel d'enseignement professionnel des soins infirmiers complètent les collections selon les trois axes suivants : évolution des techniques dans les soins infirmiers ; pédagogie dans le domaine des soins ; histoire institutionnelle (école et clinique).

### Centre de documentation (Cedoc)
La Bibliothèque, créée en 1982, est devenue un Centre de documentation (Cedoc) intégré dans les réseaux des universités et hautes écoles (Réseau des bibliothèques de Suisse occidentale, puis Renouvaud dès 2016). Le CEDOC est ouvert au public

## Cursus et administration

### Admissions et cursus
Le Bachelor est accompli sur trois années d'études, accessibles après la réussite d'une année propédeutique Santé (APS).

### Budget et financement
La Source bénéficie historiquement d'un statut administratif autonome et du soutien financier des pouvoirs publics. Depuis son statut de Haute école, elle est financée par différentes instances, selon les missions poursuivies :
- Confédération et cantons via la HES-SO pour les missions de formation au BSc en Soins infirmiers, ainsi qu'une partie de la recherche appliquée et développement ;
- État de Vaud pour les missions complémentaires d'année propédeutique et de couverture de déficit des formations postgrades, prestations de service et recherche appliquée et développement ;
- Fonds National Suisse et divers organismes publics ou privés pour des projets de recherche individualisés.

### Coût des études
La taxe d'études pour le Bachelor est de 700 CHF par semestre en 2025. Le reste des coûts est couvert par les financements publics [supra]. Plusieurs instances, publiques ou privées, proposent des aides aux étudiants qui le nécessitent.

## Personnalités liées
- Valérie de Gasparin
- Agénor de Gasparin
- Florence Nightingale
- Henry Dunant
- Charles Krafft
- Alexis Carrel
- Pasteurs du Réveil protestant

## Sites

### La Cité (1859-1867)
Dans les premières années, c'est le logement du directeur d'école qui accueille les premières élèves, à proximité de la cathédrale de Lausanne.

### Vinet (depuis 1867)
L'École est transférée en 1867 à la villa « La Source » achetée par son directeur, dans ce qu'on appelait alors la campagne Beaulieu, à l'extérieur de Lausanne. Depuis lors, les diplômées sont des Sourciennes. L'École s'agrandit au fil des années et rachète, en 1946, l'immeuble de l'Institut de Béthanie pour loger les élèves (aujourd'hui bâtiment des Saisons). En 1961, 1971 et 1999, elle entreprend des constructions successives qui lui confèrent son visage actuel. En 2021, elle y déploie encore une bonne partie de ses activités, face à la Clinique de La Source, implantée depuis 1891.

### Sébeillon (2012-2018)
Site transitoire, en attendant l'extension à Beaulieu, les 700 m2 de la rue de Sébeillon, à Lausanne, ont permis de préparer le passage au futur Hôpital simulé. Ce laboratoire nommé le SEB permettait l'exercice simultané des habiletés cliniques par une soixantaine d'étudiants, sous la supervision d'une dizaine d'enseignants.

### Beaulieu (depuis 2018)
L'une des anciennes halles d'exposition du Palais de Beaulieu a été reconvertie pour satisfaire à l'extension des missions de La Source. Les 6000 m2 supplémentaires accueillent un hôpital simulé de 2500 m2 avec 7 chambres pour la pratique des habiletés cliniques et 2 répliques d’appartements pour l’exercice des soins à domicile, ainsi que les activités de recherche appliquée et d’innovation.